# Zorilispe seriepunctata
Zorilispe seriepunctata är en skalbaggsart som beskrevs av Stefan von Breuning 1939. Zorilispe seriepunctata ingår i släktet Zorilispe och familjen långhorningar.
Artens utbredningsområde är Laos. Inga underarter finns listade i Catalogue of Life.